# Multispektral bild
Multispektral bild är en bild som innehåller ett flertal intensitetskanaler från frekvenser inom det elektromagnetiska spektrumet. Vanligtvis används frekvenser inom det ultravioletta (UV), visuella (VIS) samt det nära infraröda området (NIR). Medan det mänskliga ögat har tre relativt breda kanaler för orange, grön och blå för att tolka färger och normala färgkameror mäter de tre breda kanalerna röd, grön och blå (RGB), så kan man med speciell apparatur ta bilder som innehåller mer information än vad det mänskliga ögat kan se, eller en vanlig kamera kan fånga. Det kan beskrivas som att sampla spektrumet på många ställen. Inom det visuella området får man alltså bilder som innehåller mer detaljerad information om färgerna i scenen (objektet). Det är också vanligt att man mäter reflektion utanför den synliga delen av spektrumet, som UV och NIR, för att få mer information om objektets yta och egenskaper. En multispektral bild är en data-kub på samma sätt som en RGB-bild men där färgkanalerna är fler än tre, dvs varje pixel har fler än tre värden. Varje pixel utgör ett reflektions-spektra av objektet. När man använder mer än cirka 50 spektralband så brukar det kallas för en hyperspektral bild. Ett filformat som används för bilderna är .hips.

## Utrustning
Multispektrala bilder kan tas med olika typer av multispektral utrustning. En vanlig typ använder en kamera i kombination med olika optiska filter, ett filter för varje del av spektrumet som man tar bild av. En annan typ av utrustning använder en kamera samt ljuskällor med olika våglängder (till exempel lysdioder) .

## Tillämpningsområden
Multispektral bildanalys används ofta för forskning och industriella tillämpningar som färginspektion och sortering, kriminalteknik, kemisk bildanalys, medicin , industriell kvalitetskontroll , geologi, satellitbilder  mm. De kan även användas för att visualisera ett objekt (tex en produkt) med olika typer av ljussättningar (ljusprofiler) utifrån en enda multispektral bild.